# Jose Molina
Jose Molina (San Juan, Porto Rico, 1971) é um roteirista porto-riquenho. Ele escreveu os episódios "Trash" e "Ariel" para a série de ficção científica da TV americana Firefly, além de vários episódios de Dark Angel.